# 云帆实验中学
云帆实验中学，位于湖南省长沙市宁乡县玉潭镇319国道旁，为宁乡县高级中学之一。

## 历史
2003年，云帆实验中学由宁乡县教育局公办，学校单一招收高考失利的补习生。校址位于宁乡县第十三高级中学在煤炭坝镇的旧校区内。